# Kepler-7b
Kepler-7b – planeta pozasłoneczna typu gorący jowisz, znajdująca się w gwiazdozbiorze Lutni. Została odkryta w 2010 przez Kosmiczny Teleskop Keplera.
Kepler-7b ma masę wynoszącą 0,43 masy Jowisza oraz promień sięgający 1,48 RJ, co daje jej bardzo niską gęstość 166 kg/m³. Planeta ta obiega swoją gwiazdę Kepler-7 w ciągu około 4,9 dnia.
W październiku 2013 roku amerykańska agencja kosmiczna NASA poinformowała, iż, dzięki obserwacjom za pomocą kosmicznych teleskopów Keplera i Spitzera, udało się stworzyć mapę chmur na planecie Kepler-7b – pierwszą mapę chmur na planecie poza Układem Słonecznym. Obserwacje, które doprowadziły do utworzenia tej mapy trwały ponad trzy lata. Ustalono, że zauważalna na zachodniej krawędzi tarczy planety jasna plama to w rzeczywistości obłok odbijający światło, a nie – jak wcześniej sądzono – plama gorąca.
| Jowisz | Kepler-7b |
| ------ | --------- |
|        |           |